# Shamo
Shamo（シャモまたは軍鶏）はボーカルYOSHとキーボードIGAO による2人組のポピュラー音楽バンド。
2005年に結成後、現在2009年までアルバムを2枚、シングルを2枚をリリースしている。ユニバーサルミュージック所属。

## 構成
Shamoは正規のメンバーは2人だが、ライブステージでは2つの組織で構成されるライブパフォーマンスバンドである。
YOSHを中心として構成されるShamo-GANGとキーボードIGAO中心に構成されるShamo-BANDである。
Shamo-GANGは元々ダンサーであり、多くのショーや演出をこなしてきたYOSHの意志に賛同し集まったダンサー達の事を示す。彼らがオーガナイザーやショーを行うイベントはクラブシーンでも数多く開催されており、現在もダンスシーンでは重要な存在であるメンバー達ばかりである。
Shamo-BANDはキーボードIGAOを中心に構成されるShamo-GANGのバックバンドの事を示す。リーダーIGAOの呼びかけの元、多くの一流ミュージシャンに携わってきたメンバー達による息の合ったバンド演奏は、Shamo-GANGのパフォーマンスを強力にサポートし、大いに引き立てている。
過去最多のメンバー構成は、ボーカル1名・MC1名・コーラス2名・ダンサー8名・DJ1名・ギター2名・ベース1名・ドラム1名・キーボード1名・チェロ1名・セキュリティ2名の計21名である。

## メンバー
- YOSH（1974年6月5日 - ）、本名：山口 吉隆（やまぐち よしたか）、出身：福岡県直方市[1]。
  - 16歳の頃よりダンスを始め、数々のショーに出演。
  - 2000年、小室哲哉プロデュースの音楽ユニット「566」のメンバーとしてメジャー・デビュー。566の活動は同年で終了。
  - 2001年から2005年にかけて、GACKTのツアーに振付師・ダンサーとして参加。その後、ライブパフォーマンスバンド「軍鶏」を2005年に結成し、現在に至る[1]。
  - 2021年、香西かおりのシングル「ホームで」を作曲[2]。編曲はIGAOこと五十嵐淳一が手掛けた[2]。
- IGAO

## ディスコグラフィー（軍鶏時代）

### アルバム
|     | リリース日    | タイトル       | 規格   | 販売生産番号 | 収録曲 |
| 1st | 2006年6月28日 | Chicken Hearts | 12cmCD | DDCZ-1310    | 1. 前説 2. ピラニア 3. LUCIFER～筑豊堕天使爆走連盟～ 4. 俺の母校は西鞍手 5. 四つ葉のクローバー 6. Bourbon 7. いつまでも 8. 天上天下唯我独尊 9. 逢いたい気持ち 10. ハーモニカ 11. 大きな背中 12. 負けたら終わりや 13. 未来日記 14. 大切な贈り物 15. TSUNAMIに完敗         |
| 2nd | 2007年7月18日 | Black Diamond  | 12cmCD | DDCZ-1472    | 1. マシンガン 2. クロマニヨン号 3. カツカゲブルース 4. NATSU 5. 線路 6. 後楽園ホール前 7. ありがとう 8. ライバルからのハガキ 9. マンドリル 10. この世の地獄 11. TICK TACK 12. HANA 13. Happy Birthday ピュー You 14. CHICKEN HEARTSICK 15. SUPER STAR ～不良少年行進曲～ |

## ディスコグラフィー（メジャーデビュー以降）

### シングル
|     | リリース日    | タイトル                           | 規格   | 販売生産番号 | 収録曲 |
| 1st | 2008年3月26日 | 彦山川～あったかい瞳のかあちゃん～ | 12cmCD | UMCK-5196    | 1. 彦山川～あったかい瞳のかあちゃん～ 2. 大きな背中                                                         |
| 2nd | 2009年3月25日 | dear M                             | 12cmCD | UMCK-5233    | 1. dear M 2. 未来日記・2009 3. dear M ~SATSUMA RAP~ 4. 未来日記・2009(instrumental) 5. dear M(instrumental) |

### オムニバスアルバム
|     | リリース日    | タイトル | 規格   | 販売生産番号 | 収録曲 |
| 1st | 2009年4月15日 | 母への歌 | 12cmCD | UICZ-8051    | 1. 無縁坂 グレープ 2. ANAK (息子) 加藤登紀子 3. いい日旅立ち 谷村新司 4. かあさんの下駄 中村ブン 5. ルリカケス 永井龍雲 6. 母笑み 岸田敏志 7. お母さんの写真 上條恒彦 8. 未来へ KIroro 9. 母に捧げるバラード 海援隊 10. 彦山川～あったかい瞳のかあちゃん～ 11. 母に捧げる歌 川綱治加来 12. 木戸をあけて～家出をする少年がその母親に捧げる歌～ 小椋佳 13. 時には母のない子のように カルメン・マキ 14. 童神(天の子守唄) 古謝美佐子 15. 人生が二度あれば 井上陽水 16. ヨイトマケの唄 美輪明宏 |